# Manuel Cabeza Calahorra
Manuel Cabeza Calahorra (Zaragoza, 5 de diciembre de 1912 - Zaragoza, 23 de mayo de 1998) fue un militar español, primer director de la Escuela Superior del Ejército y Capitán general de la V Región Militar durante la transición española.
Ingresó en la Academia General Militar en 1929 y en 1933 ascendió a teniente de ingenieros. Cuando se produjo el golpe de Estado del 18 de julio de 1936 estaba destinado al Regimiento de pontoneros y se unió a los sublevados, luchando en los frentes de Aragón, Extremadura y Cataluña, levantando hasta el final de la guerra más de 200 puentes. 1940 fue nombrado profesor de la Academia Especial de Ingenieros situada en Burgos, en 1942 se diplomó en Estado Mayor y en 1943 ascendió a comandante de ingenieros. 1952 ascendió a teniente coronel y en 1964 a coronel, momento en que fue designado director de la Academia de Ingenieros en Burgos. 1969 fue ascendido a general de brigada, y fue nombrado jefe del Estado Mayor de Canarias y profesor principal de la Escuela Superior del Ejército.
1973 fue ascendido a general de división y nombrado Inspector del Área de Ingenieros del Ejército de 1974 a 1976. 1976 fue nombrado director de la Escuela Superior del Ejército, cargo que dejó en septiembre de 1977 cuando fue ascendido a teniente general y nombrado Capitán General de la V Región Militar, cargo que dejó en diciembre de 1978 en cumplir la edad reglamentaria. A partir de entonces publicó artículos en medios ultraderechistas como El Imparcial y El Alcázar. Fue el abogado defensor en el consejo de guerra contra Jaime Milans del Bosch.
En 1983 recibió el primer premio otorgado por la Revista Ejército de Tierra Español por su artículo «La Socialización Militar».

## Obras
- La ideología militar hoy (1972)